# 閃鋅礦 (科羅拉多州)
布倫德（英語：Blende）是位於美國科羅拉多州普韋布洛縣的一個人口普查指定地區。

## 地理
布倫德的座標為38°14′45″N 104°34′07″W / 38.24583°N 104.56861°W，而該地最高點為海拔高度1444米（即4737英尺）。

## 人口
根據2010年美國人口普查的數據，布倫德的面積為2.172平方千米，當中陸地面積為2.172平方千米，而水域面積為0.0004平方千米。當地共有人口878人，而人口密度為每平方千米404人。